# Erich Wichert
Erich Wichert (* 26. Januar 1909 in Leipzig; † 5. August 1985 in Ost-Berlin) war ein hochrangiger Offizier des Ministeriums für Staatssicherheit und diente ab 1964 im Rang eines Generalmajors des MfS.

## Leben
Als Sohn eines Schlossers besuchte er die Volksschule, arbeitete von 1923 bis 1929 als Fräser, Beifahrer, Hausdiener, Bau- und Hilfsarbeiter. 1929 trat er in die Kommunistische Partei Deutschlands (KPD) ein. Dort war er Mitglied des Parteiselbstschutzes, einer militärisch organisierten Gruppe in der KPD. Am 9. August 1931 war er an dem Mord an den beiden Polizisten Paul Anlauf und Franz Lenck, bekannt als Morde auf dem Bülowplatz, beteiligt. Im Juli 1933 wurde er verhaftet und an der Seite von Albert Kuntz in einem „Hochverrats“-Prozess zu 15 Jahren Zuchthaus verurteilt. Bis 1945 war er im Gefängnis Moabit, dem Strafgefängnis Plötzensee, dem Zuchthaus Luckau, dem KZ Sonnenburg, dem Zuchthaus Brandenburg-Görden, dem KZ Börgermoor und dem Zuchthaus Untermaßfeld inhaftiert.
Nach seiner Befreiung aus Untermaßfeld 1945 gehörte er zu den ersten Kommunisten, die in der Sowjetischen Besatzungszone für den sowjetischen Geheimdienst tätig wurden. Bis zu seinem Eintritt als VP-Inspekteur und Kaderchef in die Deutsche Verwaltung des Innern (DVdI) 1947 war er als Agent in West-Berlin tätig. Wichert war der dritte Mann, der nach Erich Mielke und dessen Stellvertreter Otto Walter 1949 in der Hauptverwaltung zum Schutze der Volkswirtschaft eingestellt wurde. Er war dort ebenfalls Leiter der Abteilung Personal und blieb es auch nach der Bildung des Ministeriums für Staatssicherheit der DDR am 8. Februar 1950. Ab 1953 war er Leiter der „Hauptverwaltung Kader und Schulung“ und für Ausbildung aller neuen Mitarbeiter des MfS zuständig.
Nachdem am 31. Oktober 1957 Ernst Wollweber als Chef der Staatssicherheit zurücktrat, wurde Wichert im November 1957 durch den neuen Minister, seinen Jugendfreund Erich Mielke, zum Leiter der MfS-Verwaltung für Groß-Berlin ernannt und trat die Nachfolge von Martin Weikert an. Diese Bezirksverwaltung führte er bis zu seiner Pensionierung im Januar 1974. Im Jahr 1964 wurde er zum Generalmajor ernannt. Von 1958 bis 1974 war er Mitglied der SED-Bezirksleitung Berlin. Zuletzt wirkte er von 1974 bis 1985 als Mitglied der Leitung des Bezirkskomitees Berlin der Antifaschistischen Widerstandskämpfer der DDR.

## Auszeichnungen und Ehrungen
- 6. Mai 1955 Vaterländischer Verdienstorden in Silber und 1969 in Gold
- 1973 Ehrenspange zum Vaterländischen Verdienstorden in Gold
- 1979 Karl-Marx-Orden
- In Berlin-Lichtenberg wurde die 43. Polytechnische Oberschule (POS) nach ihm benannt.
- Die heutige Adele-Sandrock-Straße in Berlin-Hellersdorf hieß von 1987 bis 1992 Erich-Wichert-Straße.[4]